# Опочецький район
Опочецький район (рос. Опочецкий район) — муніципальне утворення у складі Псковської області, Російська Федерація.
Адміністративний центр — місто Опочка. Район включає 8 муніципальних утворень.
Населені пункти району: Крайневе, Уварове.